# Johannes Fritzsch
Johannes Fritzsch (* 1960 in Meißen) ist ein in Australien wirkender deutscher Dirigent, der zuletzt bis 2013 auch Generalmusikdirektor an der Grazer Oper war.

## Leben und Wirken
Fritzsch wurde als Sohn des Kantors und Organisten Eberhard Fritzsch geboren. Er besuchte die Hochschule für Musik Carl Maria von Weber in Dresden und studierte dort Dirigieren, Klavier und Trompete.
Ab 1982 wirkte Fritzsch als zweiter Kapellmeister am Volkstheater Rostock, wo er 1986 u. a. Die englische Katze von Hans Werner Henze einstudierte. Anschließend war er bis 1992 Kapellmeister an der Semperoper. Von 1992 bis 1993 war er erster Kapellmeister an der Staatsoper Hannover. Von 1993 bis 1999 wirkte er dann als Musikdirektor und Chefdirigent an den Städtischen Bühnen und beim Philharmonischen Orchester in Freiburg im Breisgau. Er war Generalmusikdirektor (GMD) des Staatstheaters Nürnberg in der Saison 2005/2006. Danach wurde er Chefdirigent des Grazer Philharmonischen Orchesters und der Grazer Oper. Aus persönlichen Gründen beendete er im Januar 2013 diese Tätigkeit, da seine Familie in Australien lebt.
Dort dirigierte Fritzsch von 2008 bis 2014 das Queensland Symphony Orchestra als Chefdirigent. Hiernach wurde er zum Ehrendirigenten des Orchesters ernannt.
Sein Bruder Georg Fritzsch (* 1963) ist ebenfalls Dirigent, sein Bruder Rainer Fritzsch (* 1974) ist Kantor in Radeberg.

## Auszeichnungen
- 2013: Österreichischer Musiktheaterpreis – Goldener Schikaneder in der Kategorie beste musikalische Leitung für Elektra am Opernhaus Graz[2]